# Sint-Margarethakapel (Wijlegem)
De Sint-Margarethakapel  is een kapel in de Vlaamse Ardennen in het gehucht Wijlegem dat deel uit maakt van Sint-Denijs-Boekel, deelgemeente van de Belgische gemeente Zwalm). De kapel was, tot de ontwijding in 2018, gewijd aan Margaretha van Antiochië. Kerkelijk gezien behoorde de kapel tot de parochie van het nabijgelegen Sint-Blasius-Boekel. 
De kapel hing af van de Gentse Sint-Pietersabdij en werd voor het eerst vermeld in 1108. Het is niet ondenkbaar dat hij, net zoals de nabijgelegen Vijflindenkapel te Rozebeke, deel uitmaakte van een vroegere heidense offerplaats. De kapel ontsnapte aan de Beeldenstorm in 1566, maar in 1593 deed ze, na serieus verval, dienst als schuur van een nabijgelegen boerderij. Het rechthoekige zaalkerkje werd hersteld in 1611 en herbouwd kort voor 1717 en in 1788. Boven de toegangsdeur staat deze laatste datum vermeld. Tot 1790 deed ze dienst als zelfstandige parochiekerk. In 1994 en in 2016 werd de kapel gerestaureerd .
Het gebouw is opgetrokken uit Doornikse kalksteen, baksteen en zandsteen. De feestdag van de Heilige Margaretha, 20 juli, betekende te Wijlegem vroeger de start van de noveen. Die datum is ook een zogenaamde merkeldag, een dag waarop het weer kan omslaan. "Regent het op Sint-Margriet, dan zal het zes weken blijven regenen", luidde het lokale gezegde.
Voor de kapel staat een gerestaureerde schandpaal met fragmenten uit de 16de en 17de eeuw. Deze werd heropgericht door Gudualus, abt van de Sint-Pietersabdij te Gent in 1775 en uitgevoerd door steenkapper Baeijens.

## Afbeeldingen

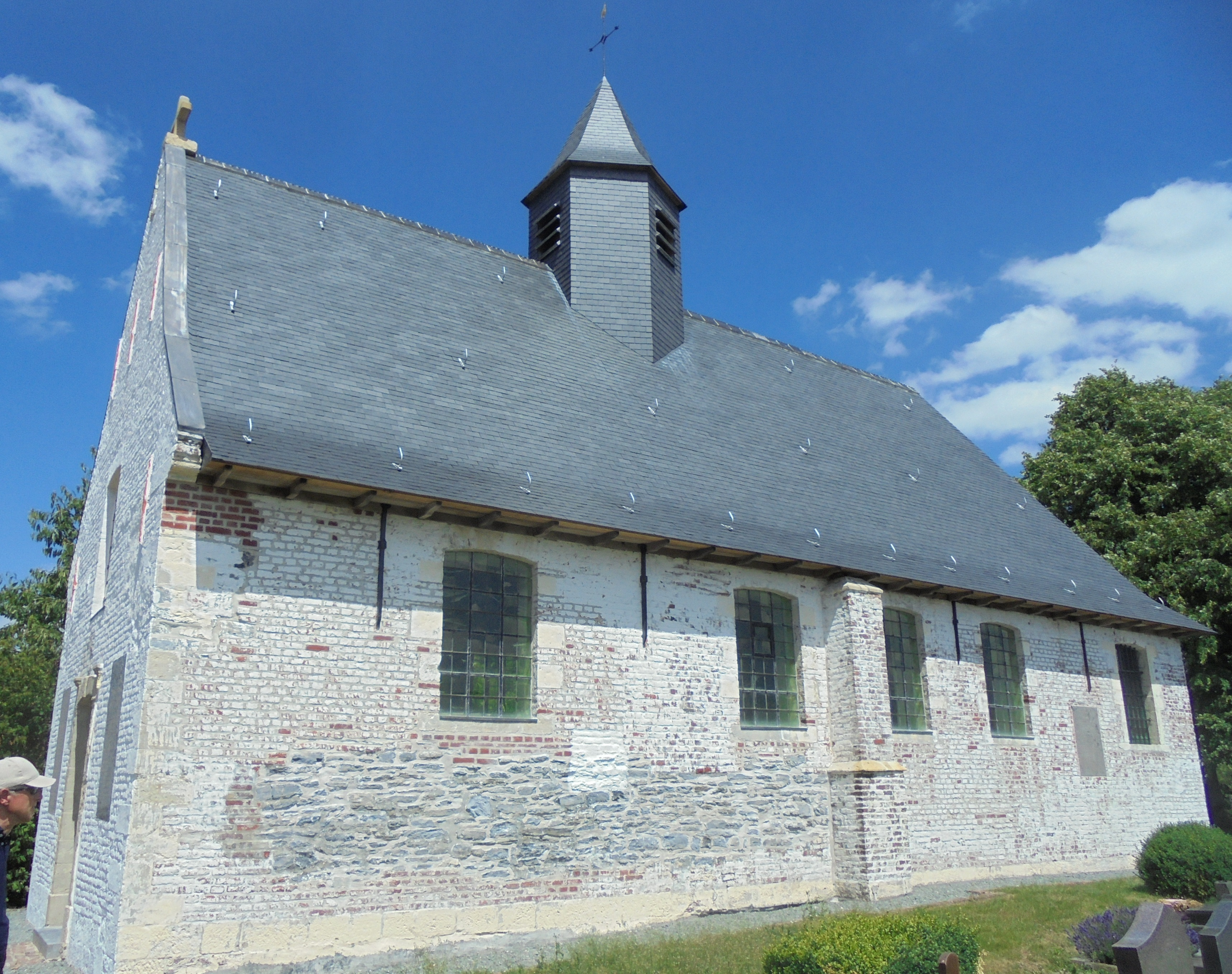
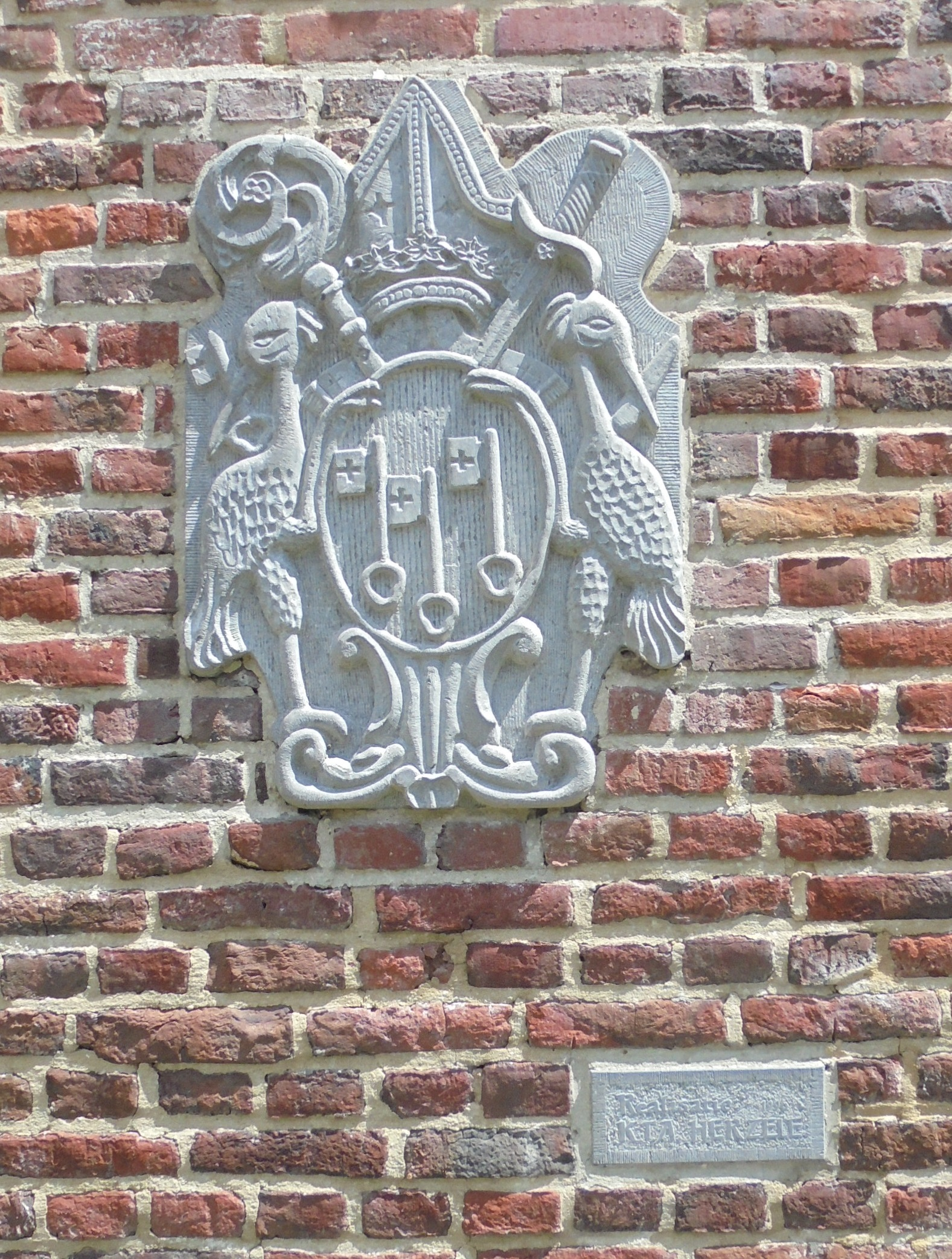
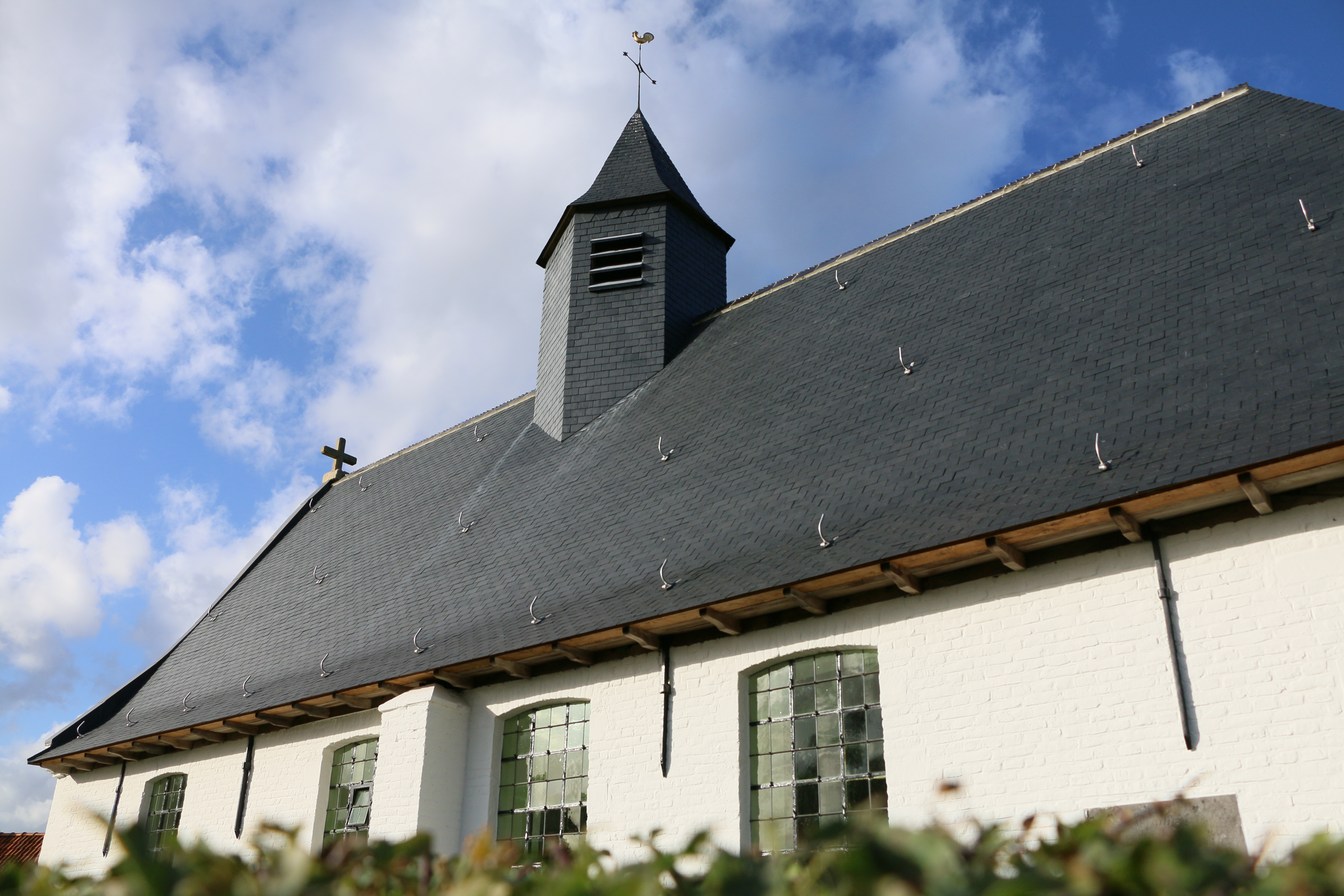
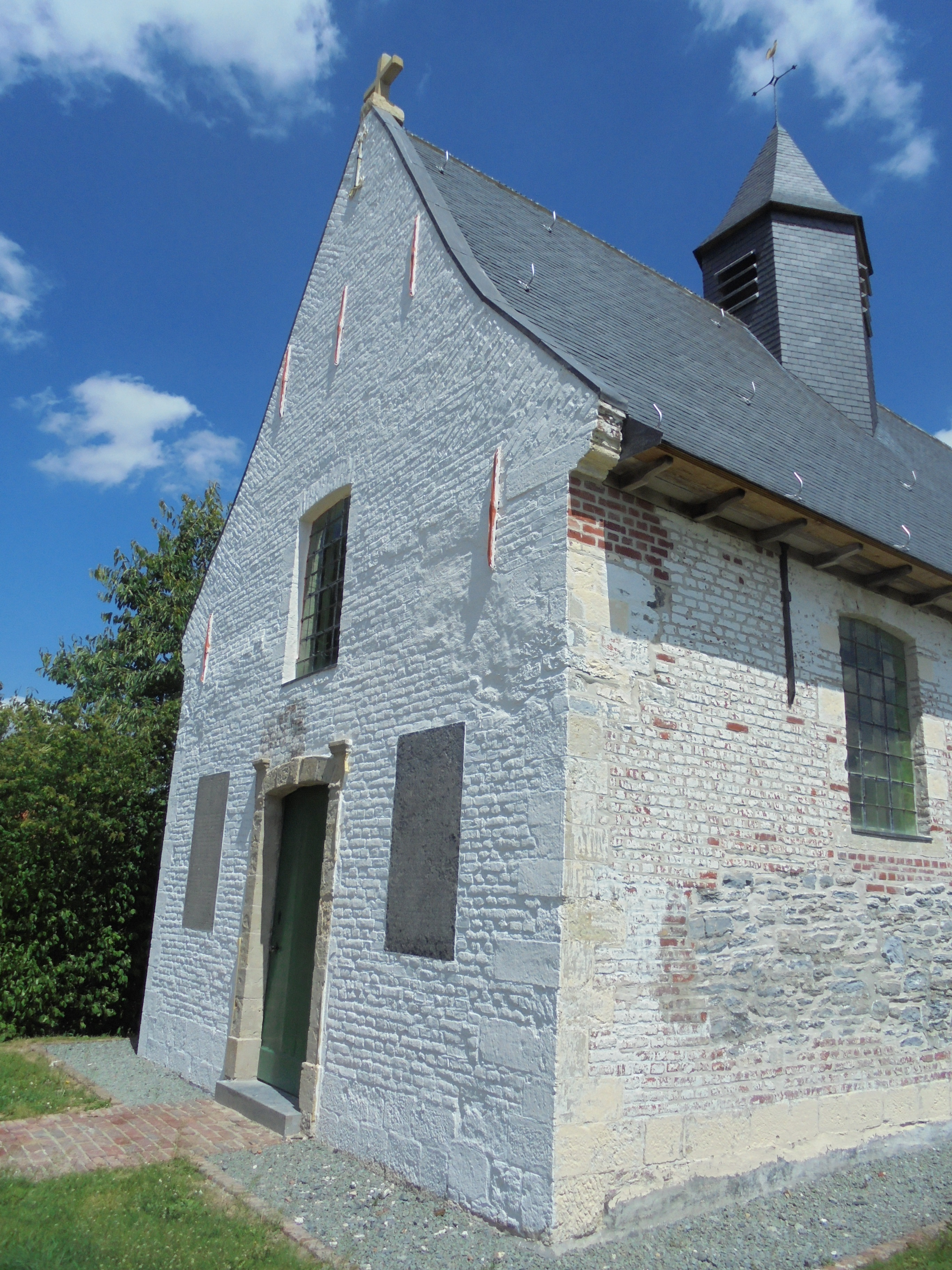